# Stephen Eustáquio
Stephen Eustáquio (Leamington, 1996. december 21. –) kanadai válogatott labdarúgó, a portugál Porto középpályása.

## Pályafutása

### Klubcsapatokban
Eustáquio a kanadai Leamington városában született. Az ifjúsági pályafutását a Nazarenos és a Leiria csapatában kezdte, majd a Torreense akadémiájánál folytatta.
2015-ben mutatkozott be a Torreense felnőtt keretében. 2017-ben az első osztályban szereplő Leixões, majd 2018-ban a Chaves szerződtette. 2019-ben a mexikói Cruz Azulhoz csatlakozott. 2020 és 2021 között a Paços Ferreiránál szerepelt kölcsönben. A lehetőséggel élve, 2021 januárjában a Paços Ferreirához igazolt. A 2021–22-es szezon második felében a Porto csapatát erősítette kölcsönben. 2022. július 1-jén ötéves szerződést kötött a Porto együttesével. Először a 2022. augusztus 6-ai, Marítimo ellen 5–1-re megnyert mérkőzés 67. percében, Mateus Uribe cseréjeként lépett pályára. Első gólját 2022. szeptember 30-án, a Braga ellen hazai pályán 4–1-es győzelemmel zárult találkozón szerezte meg.

### A válogatottban
Eustáquio az U21-es korosztályú válogatottban képviselte Portugáliát.
2019-ben debütált a kanadai válogatottban. Először a 2019. november 16-ai, USA ellen 4–1-re elvesztett mérkőzés 62. percében, Mark-Anthony Kayét váltva lépett pályára. Első válogatott gólját 2021. július 12-én, Martinique ellen 4–1-es győzelemmel zárult CONCACAF-aranykupa mérkőzésen szerezte meg.

## Statisztikák
2024. augusztus 16. szerint
| Klub           | Szezon   | Osztály       | Bajnokság | Bajnokság | Kupa  | Kupa | Nemzetközi | Nemzetközi | Összesen | Összesen |
| Klub           | Szezon   | Osztály       | Meccs     | Gól       | Meccs | Gól  | Meccs      | Gól        | Meccs    | Gól      |
| -------------- | -------- | ------------- | --------- | --------- | ----- | ---- | ---------- | ---------- | -------- | -------- |
| Paços Ferreira | 2019–20  | Liga Portugal | 16        | 0         | 1     | 0    | —          | —          | 17       | 0        |
| Paços Ferreira | 2020–21  | Liga Portugal | 32        | 2         | 2     | 0    | —          | —          | 34       | 2        |
| Paços Ferreira | 2021–22  | Liga Portugal | 17        | 0         | 1     | 0    | 4          | 1          | 22       | 1        |
| Porto          | 2021–22  | Liga Portugal | 8         | 0         | 1     | 0    | 2          | 0          | 11       | 0        |
| Porto          | 2022–23  | Liga Portugal | 29        | 2         | 8     | 3    | 7          | 2          | 44       | 7        |
| Porto          | 2023–24  | Liga Portugal | 28        | 2         | 4     | 0    | 8          | 1          | 40       | 3        |
| Porto          | 2024–25  | Liga Portugal | 2         | 0         | 1     | 0    | 0          | 0          | 3        | 0        |
| Összesen       | Összesen | Összesen      | 132       | 6         | 18    | 3    | 21         | 4          | 171      | 13       |

### A válogatottban
| Válogatott | Év       | Pályára lépés | Gól |
| ---------- | -------- | ------------- | --- |
| Kanada     | 2019     | 1             | 0   |
| Kanada     | 2021     | 17            | 3   |
| Kanada     | 2022     | 10            | 0   |
| Kanada     | 2023     | 6             | 1   |
| Kanada     | 2024     | 8             | 0   |
| Összesen   | Összesen | 42            | 4   |

#### Góljai a válogatottban
| # | Időpont            | Helyszín                                                      | Ellenfél   | Gólok | Eredmény | Kiírás                                         |
| - | ------------------ | ------------------------------------------------------------- | ---------- | ----- | -------- | ---------------------------------------------- |
| 1 | 2021. július 11.   | Children's Mercy Park, Kansas City, Amerikai Egyesült Államok | Martinique | 3–1   | 4–1      | 2021-es CONCACAF-aranykupa                     |
| 2 | 2021. július 15.   | Children's Mercy Park, Kansas City, Amerikai Egyesült Államok | Haiti      | 1–0   | 4–1      | 2021-es CONCACAF-aranykupa                     |
| 3 | 2021. július 25.   | AT&T Stadion, Arlington, Amerikai Egyesült Államok            | Costa Rica | 2–0   | 2–0      | 2021-es CONCACAF-aranykupa                     |
| 4 | 2023. november 18. | Independence Park, Kingston, Jamaica                          | Jamaica    | 2–1   | 2–1      | 2023–2024-es CONCACAF Nemzetek ligája (A liga) |

## Sikerei, díjai
Porto
- Liga Portugal
  - Bajnok (1): 2021–22
  - Ezüstérmes (1): 2022–23

- Portugál Kupa
  - Győztes (3): 2021–22, 2022–23, 2023–24

- Portugál Ligakupa
  - Győztes (1): 2022–23

- Portugál Szuperkupa
  - Győztes (2): 2022, 2024
  - Döntős (1): 2023

Egyéni
- Liga Portugal – A Hónap Középpályása: 2022 szeptember
- Az Év Kanadai Játékosa: 2023